# Naoya Tsukahara
Naoya Tsukahara (japanisch 塚原 直也 Tsukahara Naoya; * 25. Juni 1977 in Präfektur Nagasaki) ist ein ehemaliger japanischer Kunstturner.

## Karriere
Tsukahara, Sohn der ehemaligen Olympiaturner Mitsuo Tsukahara und Chieko Oda, begann im Alter von elf Jahren mit dem Turnsport. Er studierte an der Meiji-Universität und etablierte sich in den späten 1990er-Jahren als einer der stärksten Mehrkämpfer Japans. Zwischen 1996 und 2000 gewann er fünf nationale Meistertitel im Einzelmehrkampf.
Sein internationales Debüt gab Tsukahara bei den Olympischen Spielen 1996 in Atlanta, wo er mit der japanischen Mannschaft den zehnten Platz belegte und im Einzelmehrkampf Rang zwölf erreichte. Zwei Jahre später gewann er bei den Asienspielen 1998 in Bangkok drei Bronzemedaillen – im Einzelmehrkampf, im Sprung und im Mannschaftsmehrkampf. Im selben Jahr holte er bei der Universiade 1997 Gold im Sprung, Silber am Barren und Silber mit der Mannschaft.
Bei der Weltmeisterschaft 1997 gewann er zwei Bronzemedaillen – im Einzelmehrkampf und am Barren. Zwei Jahre später wurde er bei der WM 1999 Vizeweltmeister im Einzelmehrkampf und am Barren. Bei der Universiade im selben Jahr holte er zudem Gold im Mannschaftsmehrkampf und Bronze am Barren.
Bei den Olympischen Spielen 2000 in Sydney belegte Tsukahara mit der japanischen Mannschaft Rang vier. Im Einzelmehrkampf wurde er 18., im Reckfinale belegte er den achten Platz. Es folgten weitere internationale Erfolge: Silber im Einzel- und Mannschaftsmehrkampf bei der Universiade 2001, Mannschaftsbronze bei den Asienspielen 2002 sowie Bronze mit dem Team bei der Weltmeisterschaft 2003.
Seinen größten Erfolg feierte Tsukahara bei den Olympischen Spielen 2004 in Athen, als er mit der japanischen Mannschaft Olympiasieger im Mannschaftsmehrkampf wurde. Im Einzelmehrkampf belegte er Platz 48. 2006 gewann er bei der WM in Aarhus erneut Bronze mit dem japanischen Team.
2009 wanderte Tsukahara nach Australien aus und erhielt 2012 die australische Staatsbürgerschaft. Von da an trat er international für Australien an. Im März 2016 beendete er seine aktive Karriere, nachdem er die Qualifikation für die Olympischen Spiele in Rio de Janeiro knapp verpasst hatte.